# Crkva sv. Jurja u Brusju
Crkva sv. Jurja mučenika je katolička crkva u Brusju. Pripada bruškoj župi sv. Jurja. Zaštićeno kulturno dobro.

## Opis dobra
Jednobrodna svođena građevina s pravokutnom apsidom sagrađena u 18., a proširena u 19. stoljeću, kada je izveden trokatni neostilski kor. Uz crkvu je sredinom 18. stoljeća biskup Bonaiuti sagradio ljetnikovac koji je kasnije postao župni dvor. U crkvi se čuva cijeli niz izvrsnih umjetnina: gotički konjanički kip nepoznatog autora u luneti glavnog pročelja, oltar T. Bokanića, slike B. Zelottija i I. Dulčića.
Župljani su desetljećima radili na uređenju crkve, župne kuće i okoliša. Zato što nije bilo izvršeno posvećenje crkve, crkva je temeljito obnovljena 2010-ih godina, za župnikovanja don Jure Martinića. Prezbiterij je preuređen i središnji dio crkve (novi pločnik), a sve pod nadzorom splitskog Konzervatorskog odjela. Novi je pločnik postavljen i u kapeli. Zamijenjene su sve električne instalacije i postavljeno je novo ozvučenje. Obnovljen je sav metalni inventar, preuređena je sakristija, liturgijsko ruho obnovljeno, a uređeno je i dvorište.
Crkvu i novi oltar posvetio je o svetkovini sv. Jurja 28. travnja 2014. godine hvarsko-bračko-viški biskup Slobodan Štambuk posvetio je 28. travnja 2014. godine.
Novi kameni oltar i ambon djelo su hrvatskog kipara Đanija Martinića. Djelimice je obnovljen stari Bokanićev oltar na kojem dominira Dulčićeva oltarna slika.
U novi su oltar ugrađene su moći bl. Ivana Merza. Na javno čašćenje i štovanje postavljen je na desnom pokrajnjem oltaru kip Blaženika. Trg ispred crkve također nosi ime bl. Ivana Merza i to je prvi trg u Hrvatskoj koji je dobio ime po njemu. Izbor imena djelo je župnika Jure Martinića. Tada je postavljena i spomen-ploča s natpisom imena Trga te otkrivena i blagoslovljena ploča na vanjskome zidu crkve. Izbor imena Ivana Merza i njegove moći u crkvi su sjećanje na pohod bl. Merza bruškoj župi Hvarskoga dekanata 1927. godine kad je pohodio ovdašnji Orlovski savez i održao predavanje. Prigodom blagoslova obnovljene crkve 2015. godine, hvarski biskup Slobodan Štambuk objavio je da će ova crkva biti mjesto posebnoga čašćenja bl. Merza i tom je prigodom položio Merzove relikvije u glavni oltar.

## Zaštita
Pod oznakom Z-6524 zavedena je kao nepokretno kulturno dobro - pojedinačno, pravna statusa zaštićena kulturnog dobra, klasificirano kao "sakralna graditeljska baština".